# Rudniki (Mościska)
Rudniki (ukr. Рудники) – część miasta Mościska  na Ukrainie, w obwodzie lwowskim, w rejonie mościskim. Leży w północnej części miasta. Dawniej samodzielna wieś.
W II Rzeczypospolitej do 1934 samodzielna gmina jednostkowa. Następnie miejscowość należała do zbiorowej wiejskiej gminy Mościska w powiecie mościskim w woj. lwowskim. Rudniki utworzyły wtedy gromadę, składającą się z miejscowości Rudniki i Zadwórze.
Podczas II wojny światowej w gminie Mościska w Landkreis Lemberg w dystrykcie Galicja (Generalne Gubernatorstwo). Liczyły wtedy 1386 mieszkańców. W latach 1943–1945 nacjonaliści ukraińscy z OUN - UPA zamordowali tutaj 8 Polaków. Po wojnie wieś w Związku Radzieckim.
13 czerwca 1872 roku w Rudnikach urodził się Jan Szczepanik, zwany Polskim Edisonem. Wynalazł kamizelkę kuloodporną, fotografię barwną, automat tkacki i opracował kilkaset innych patentów.